# Ermsleben
Ermsleben is een stadsdeel van de stad Falkenstein/Harz in de Landkreis Harz in Saksen-Anhalt in Duitsland. Ermsleben ligt aan de Uerdinger Linie, in het traditionele gebied van het Nederduits. De postcode van Ermsleben is 06463. Ermsleben is de zetel van het stadsbestuur van Falkenstein.
Andere stadsdelen van Falkenstein/Harz zijn Endorf, Meisdorf en Neuplatendorf.

## Geboren
- Werner Sombart (1863-1941), econoom en socioloog